# Urodasys
Urodasys is een geslacht van buikharigen uit de familie van de Macrodasyidae. De wetenschappelijke naam van het geslacht soort werd voor het eerst geldig gepubliceerd in 1926 door Remane.

## Soorten
- Urodasys acanthostylis Fregni, Tongiorgi & Faienza, 1998
- Urodasys anorektoxys Todaro, Bernhard & Hummon, 2000
- Urodasys apuliensis Fregni, Faienza, Grimaldi, Tongiorgi & Balsamo, 1999
- Urodasys bucinastylis Fregni, Faienza, Grimaldi, Tongiorgi & Balsamo, 1999
- Urodasys calicostylis Schoepfer-Sterrer, 1974
- Urodasys completus Todaro, Cesaretti & Dal Zotto, 2017
- Urodasys cornustylis Schoepfer-Sterrer, 1974
- Urodasys elongatus Renaud-Mornant, 1969
- Urodasys mirabilis Remane, 1926
- Urodasys nodostylis Schoepfer-Sterrer, 1974
- Urodasys poculostylis Atherton, 2014
- Urodasys remostylis Schoepfer-Sterrer, 1974
- Urodasys spirostylis Schoepfer-Sterrer, 1974
- Urodasys toxostylus Hummon, 2011
- Urodasys uncinostylis Fregni, Tongiorgi & Faienza, 1998
- Urodasys viviparus Wilke, 1954

### Synoniem
- Urodasys bucinostylis Fregni, Faienza, De Zio Grimaldi, Tongiorgi & Balsamo, 1999 => Urodasys bucinastylis Fregni, Faienza, Grimaldi, Tongiorgi & Balsamo, 1999
- Urodasys cornustylus Schoepfer-Sterrer, 1974 => Urodasys cornustylis Schoepfer-Sterrer, 1974
- Urodasys nodostylus Schoepfer-Sterrer, 1974 => Urodasys nodostylis Schoepfer-Sterrer, 1974
- Urodasys remostylus Schoepfer-Sterrer, 1974 => Urodasys remostylis Schoepfer-Sterrer, 1974
- Urodasys roscoffensis Kisielewski, 1987 => Urodasys mirabilis Remane, 1926
- Urodasys spirostylus Schoepfer-Sterrer, 1974 => Urodasys spirostylis Schoepfer-Sterrer, 1974